# Lewis Carroll
Pour les articles homonymes, voir Carroll.
Lewis Carroll, nom de plume de Charles Lutwidge Dodgson (/tʃɑːlz ˈlʌt.wɪdʒ ˈdɒdʒ.sən/), né le 27 janvier 1832 à Daresbury (Cheshire) et mort le 14 janvier 1898 à Guildford (Surrey), est un romancier, essayiste, photographe amateur et professeur de mathématiques britannique. Il est principalement connu pour son roman Les Aventures d'Alice au pays des merveilles (1865) et sa suite De l'autre côté du miroir (1871).
Issu d'une famille anglicane plutôt conservatrice (liée à la Haute Église), il a fait ses études au Christ Church College de l'Université d'Oxford, avant d'y enseigner. C'est là qu'il rencontre Alice Liddell, fille du doyen Henry Liddell, avec qui il noue une relation à l'origine de son roman, bien qu'il l'ait toujours nié.

## Biographie

### Jeunesse

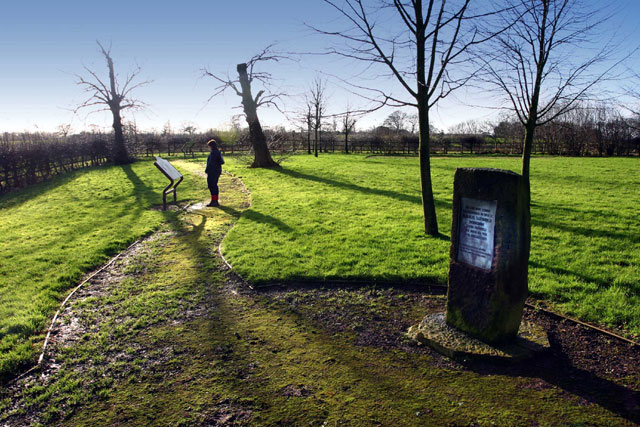
Lieu de naissance de Charles Lutwidge Dodgson alias Lewis Carroll à Daresbury (Cheshire).

Charles Lutwidge Dodgson naît d’un père prêtre anglican d'origine irlandaise, au sein d’une famille de onze enfants dont deux seulement se sont mariés. Son grand-père, également nommé Charles Dodgson, était évêque d'Elphin. La plupart de ses ancêtres masculins sont officiers dans l'armée ou pasteurs de l'Église d'Angleterre.
Une grande partie de sa jeunesse s'est déroulée dans le presbytère de Croft-on-Tees, dans le Yorkshire, demeure qui abrite la famille pendant vingt-cinq ans. Toute la fratrie est composée de gauchers et sept d'entre eux (Charles y compris) bégayaient,. Enfant doué dans un cadre familial protecteur, Charles développe une personnalité hors normes.
Le psychanalyste américain John Skinner estime que la gaucherie est à l’origine de cette obsession du renversement qui constitue l’un des thèmes dominants de l'œuvre de Lewis Carroll. Dans De l'autre côté du miroir, le temps aussi bien que l’espace se trouvent inversés.
Charles Dodgson, dans son âge mûr, devait prendre souvent plaisir à mystifier ses jeunes correspondantes en commençant ses lettres par la signature et en les terminant par le commencement.
Quant au bégaiement, il serait peut-être à l’origine des fameux « mots-valises » à double signification. La hâte à s’exprimer, combinée avec son défaut d’élocution, aurait amené l’enfant à fondre involontairement deux mots en un seul.

« Tout flivoreux vaguaient les borogoves,
Les verchons fourgus bourniflaient. »

— De l’autre côté du miroir, Bredoulocheux, poème

L’explication en est fournie par « L'Œuf Gros Coco » (Humpty Dumpty) dans De l'autre côté du miroir : 

« C’est comme une valise, voyez-vous bien : il y a trois significations contenues dans un seul mot… Flivoreux, cela signifie à la fois frivole et malheureux… Le verchon est une sorte de cochon vert ; mais en ce qui concerne fourgus, je n’ai pas d’absolue certitude. Je crois que c’est un condensé des trois participes : fourvoyés, égarés, perdus. »

Le choc sera d’autant plus fort lorsque le garçon affrontera la « normalité » — les autres enfants — à l’école de Richmond puis à la Rugby School en 1845. Il en gardera un souvenir pénible en raison des brimades que lui attiraient sa timidité ou une certaine difficulté de communication.

### Revues familiales
Issu d'une famille aimante et bienveillante, Charles reprend la foi, les valeurs et les préjugés de son père, et jusqu’à son goût pour les mathématiques. Son talent littéraire se manifeste très tôt, notamment par les « revues » locales que le jeune Charles s'amuse à publier pendant ses vacances. Manuscrites et réservées aux hôtes du presbytère, ces publications ont eu des durées de vie fort brèves : La Revue du presbytère, La Comète, Le Bouton de rose, L'Étoile, Le Feu follet, et Méli-Mélo. Le Parapluie du presbytère, paru vers 1849, était illustré de dessins rappelant ceux d’Edward Lear dont le Book of Nonsense jouissait alors d’une très grande vogue. Edward Lear y mettait en scène des créatures singulières qui ont pu suggérer à Charles Dodgson l’idée du Snark, créature carrollienne presque invisible et redoutée.
Ces tentatives littéraires juvéniles révèlent la virtuosité de Charles à manier les mots et les événements, et sa disposition très originale pour le nonsense. Il fera même construire un théâtre de marionnettes par le menuisier du village et écrira des pièces pour l’animer : Tragédie du roi John, La Guida di Bragia, 1849-1850.
En 1856, il collabore avec le magazine The Train dont le rédacteur, Edmund Yates, choisira parmi les quatre pseudonymes proposés par Charles Dodgson celui de Lewis Carroll. Ce nom d'auteur est forgé à partir de ses prénoms traduits en latin — Charles Lutwidge donnant Carolus Ludovicus —, inversés et traduits à nouveau — Ludovicus Carolus donnant Lewis Carroll.

### Arrivée à Oxford (1851)
Professeur de logique au Christ Church College à Oxford, Lewis Carroll est ordonné diacre de l'Église anglicane en 1861, mais il ne deviendra pas prêtre par la suite. Il publie sous son vrai nom des ouvrages d'algèbre et de logique mathématique ainsi que des recueils d'énigmes et jeux verbaux. Les Aventures d'Alice au pays des merveilles (1865) est à l'origine écrit pour amuser Alice Liddell et ses deux sœurs, filles du doyen du Christ Church College. La suite des aventures d'Alice, De l'autre côté du miroir paraît en 1871, et La Chasse au Snark, long poème parodique, en 1876. Elles sont illustrées par John Tenniel.

### Photographe amateur portraitiste (1856-1880)

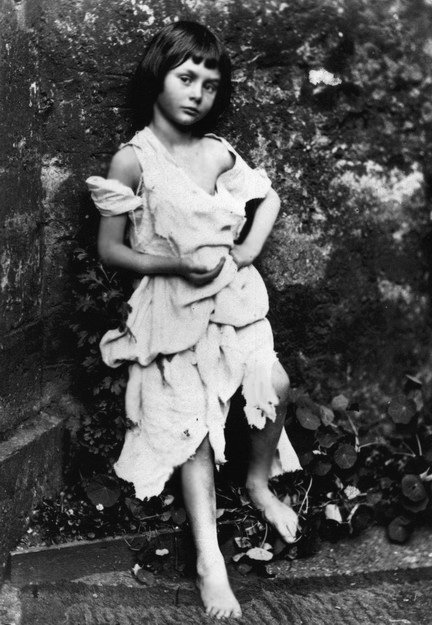
Alice Liddell en petite mendiante par Lewis Carroll (1858).

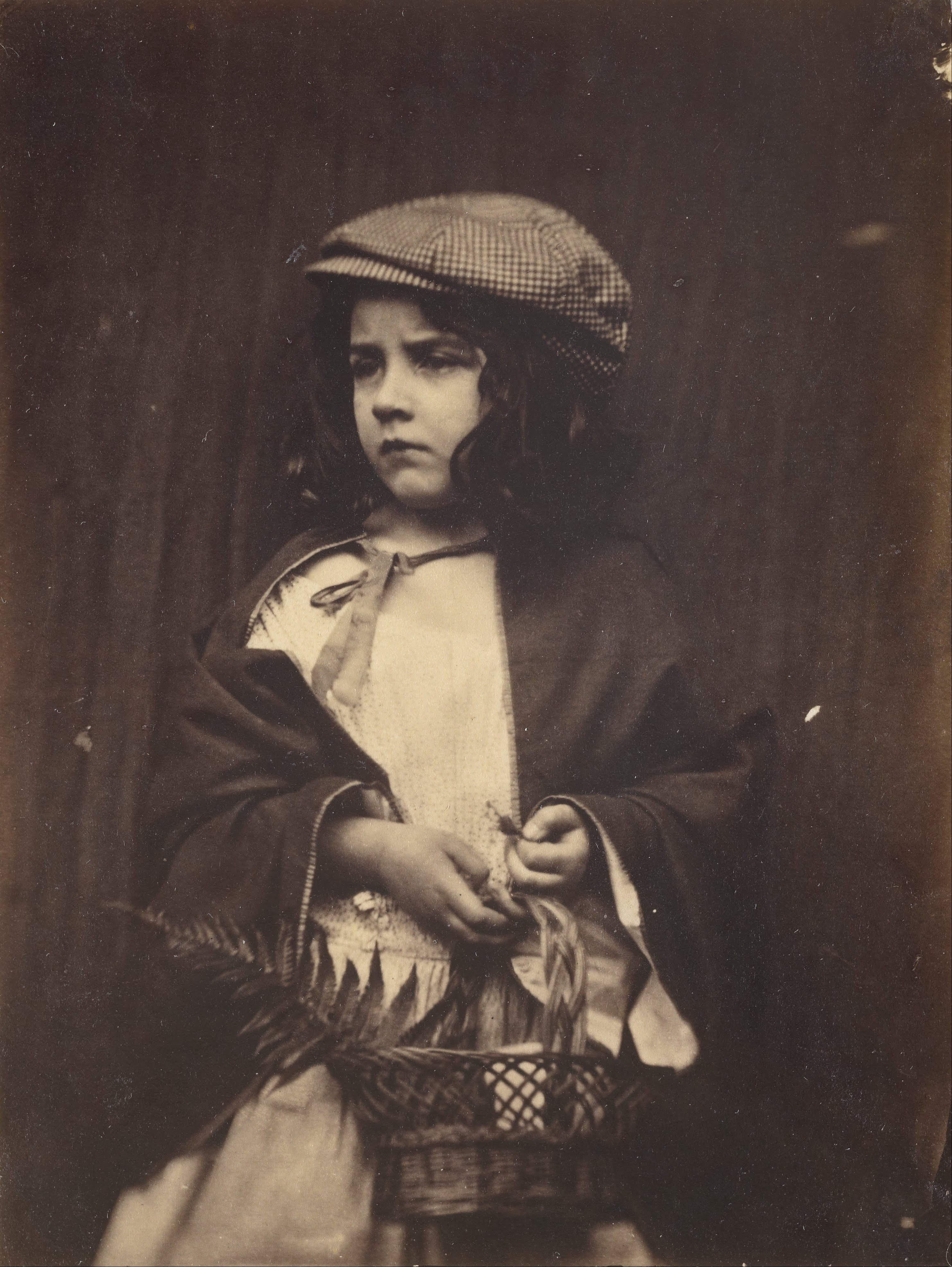
Young Girl Holding a Basket.

Cette même année 1856, traversé par le pressentiment de ce qui sera plus tard le spectacle cinématographique, il écrit dans son journal : 

« Je pense que ce serait une bonne idée que de faire peindre sur les plaques d’une lanterne magique les personnages d’une pièce de théâtre que l’on pourrait lire à haute voix : une espèce de spectacle de marionnettes. »

Cette passion donnera naissance à quelque trois mille clichés, dont un millier ont survécu au temps et à la destruction volontaire. Il achète son premier appareil photographique à Londres le 18 mars 1856. Quelques jours plus tard, il se rend dans le jardin du doyen Liddell au Christ Church College pour photographier la cathédrale. Il y trouve les trois fillettes Liddell dont Alice, sa future inspiratrice, et les prend pour modèle.
Rapidement, il excelle dans l’art de la photographie et devient un photographe réputé. Son sujet favori restera les petites filles. Mais il photographie également des connaissances: peintres, écrivains, scientifiques, ainsi que des paysages, statues et même des squelettes par curiosité anatomique.
En relation avec le portraitiste James Sant (1820-1916) et son frère George (1821–1877), peintre paysagiste, il fait des portraits photographiques de James, de sa fille Sarah Fanny et de son fils Jemmy.

En 1879, il s'adonne de plus en plus à la photographie de petites filles parfois déshabillées ou nues . En 2015, Edward Wakeling, qui a établi le catalogue raisonné de toutes les photographies de Dodgson qui ont survécu, a estimé que 1 % de la production photographique de Dodgson était constituée de nus, sur les 3 000 photographies réalisées. Dodgson demandait l'autorisation aux parents des fillettes avant de les photographier déshabillées. Dans sa longue correspondance il déclare : 

« J’espère que vous m’autoriserez à photographier tout au moins Janet nue ; il paraît absurde d’avoir le moindre scrupule au sujet de la nudité d’une enfant de cet âge. »

En 1880, il abandonne la photographie, ayant peut-être été trop loin dans son goût pour les nus, au regard de la morale à l'époque victorienne. Les recherches et la biographie de Jenny Woolf sur Dodgson, publiées en 2010, offrent un autre point de vue : elle conclut que ces photos de nu étaient conventionnelles pour l'époque et similaires dans leur style à celles prises par Julia Margaret Cameron et Oscar Gustave Rejlander. 

« Les photographies d'enfants nus apparaissaient parfois sur des cartes postales ou des cartes d'anniversaire, et les portraits de nus — habilement réalisés — étaient salués comme des études d'art. »

Les recherches menées par Karoline Leach en 1999 vont encore plus loin et montrent que l'incompréhension des amitiés de Dodgson avec les enfants est le résultat de l'invention de scandales par les premiers biographes freudiens pour combler les lacunes de la recherche (les journaux intimes complets de Dodgson n'ayant été publiés qu'en 1993).

### L’écrivain

#### Dans les périodiques
Outre les revues familiales, Charles Dodgson publie dans des périodiques anglais :
- The Whitby Gazette, un périodique local (deux articles en 1854) ;
- The Comic Times, un hebdomadaire londonien (1855) ;
- The Train, un mensuel qui remplace The Comic Times (1856), date à laquelle il adopte son pseudonyme.

#### Les Aventures d’Alice au pays des merveilles
Le temps du chef-d’œuvre, ce fut « au cœur d’un été tout en or », la journée du 4 juillet 1862. Alice Liddell, alors âgée de dix ans, fut l’inspiration de Charles Dodgson. Il la courtisait au moyen de devinettes ou de belles histoires composées à son usage.
L’histoire qu’il racontait par-dessus son épaule à Alice, assise derrière lui dans le canot, fut improvisée avec brio tout en maniant l’aviron. Lorsqu'Alice lui demanda d’écrire pour elle son histoire, il accomplit son chef-d’œuvre : un manuscrit des « Aventures d’Alice sous terre », précieusement calligraphié et illustré. Il l’offrira à son inspiratrice, Alice Liddell, le 26 novembre 1864.
En 1864, une ombre s'abat sur ses relations avec Mrs. Liddell, qui lui refuse la permission d'inviter ses filles.

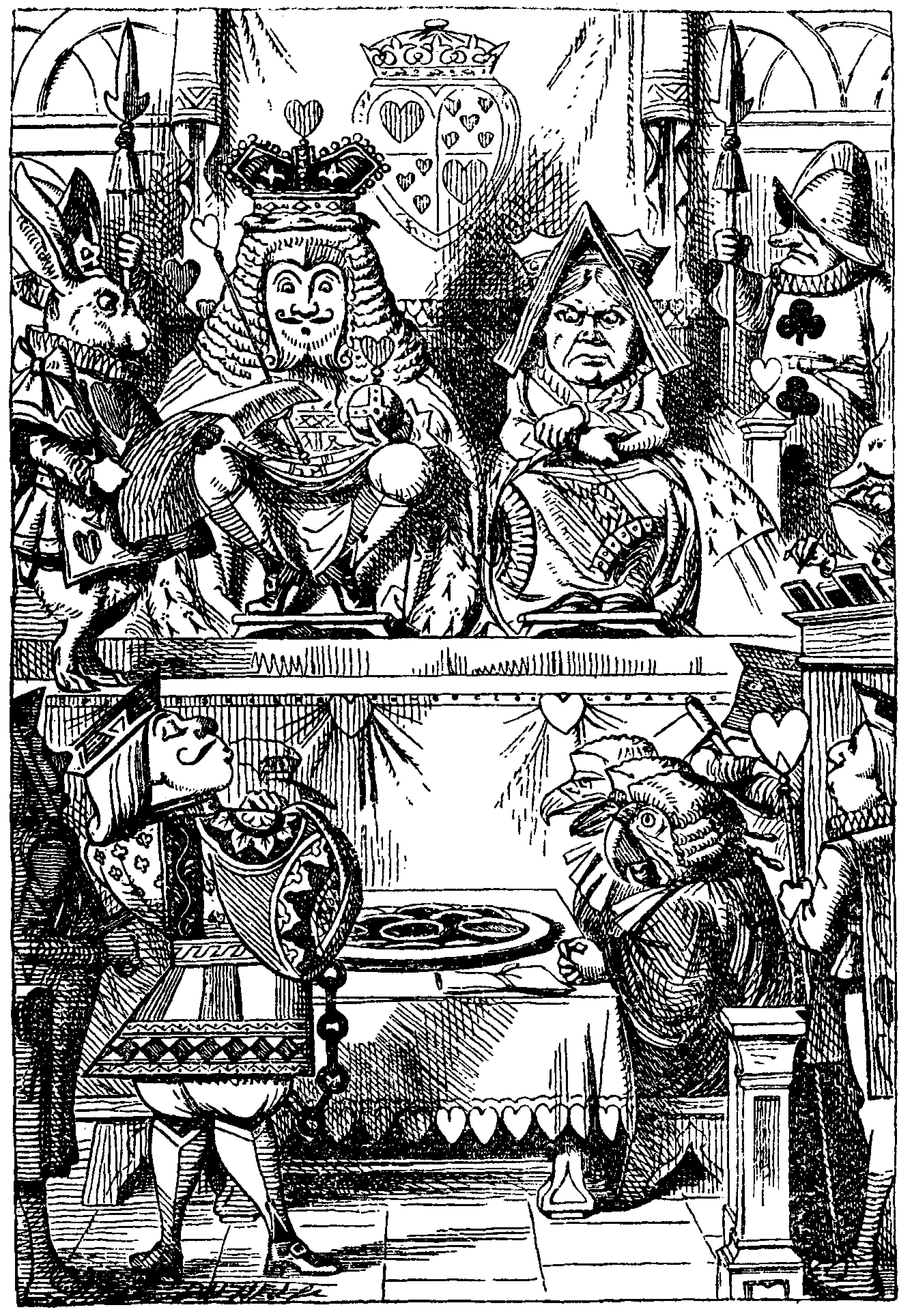
Frontispice dAlice au pays des merveilles, par John Tenniel.

Charles Dodgson rédigera une deuxième version, Les Aventures d'Alice au pays des merveilles, destinée à une publication en librairie. Il se rendra à Londres en janvier 1865 pour convaincre John Tenniel de créer les illustrations d’Alice. Leur collaboration ne sera pas sans accrocs : aucun détail n’échappera à la minutieuse critique de Charles Dodgson. Il dédicacera les premiers exemplaires à des amis en juillet 1865. Le succès sera immédiat.
Au Noël 1888, il commencera une troisième version Alice racontée aux petits enfants. Les premiers exemplaires seront distribués à la fin de 1889.
En écrivant Alice, Lewis Carroll s’est placé sous le signe de la féerie, mais il n’en conserve que l’apparence. Point de fées mais les personnages de l’univers merveilleux : roi, reine, nain, sorcière, messager, animaux doués d’un comportement et d’un langage humain. À une pléiade de personnages insolites s’ajoutent les pièces d’un jeu d’échecs, des cartes à jouer vivantes. Clin d’œil à ses lecteurs, des personnages charmants empruntés aux chansons enfantines de son enfance : Humpty Dumpty, les jumeaux Tweedledum et Tweedledee.
Si Lewis Carroll s’inscrit dans une tradition, c’est pour la plier à son inspiration : jeux verbaux, chansons, devinettes jalonnent le récit. À maints égards, son œuvre est étonnamment audacieuse. Les personnages ne semblent pas accepter les métamorphoses répondant à une saine logique — comme celle de la citrouille devenant carrosse — et cherchent au contraire à y échapper. La parodie est l’une des clés qui ouvre au lecteur l’univers d’Alice.
Les personnages font en quelque sorte le contraire de ce qu’on attend d’eux. C’est l’inversion, une seconde clé du pays des merveilles. La troisième clé est le non-sens, genre que Lewis Carroll manipule avec génie. Le nonsense feint de laisser espérer au lecteur une explication logique, puis traîtreusement trompe ses habitudes de pensée.

« Je lui en donne une : ils m’en donnèrent deux,

Vous, vous nous en donnâtes trois ou davantage ;

Mais toutes cependant leur revinrent, à eux,

Bien qu’on ne pût contester l’équité du partage. »

— Alice au pays des merveilles, déposition du lapin blanc au procès du valet de cœur
Alice est en porte-à-faux dans le pays des merveilles, comme Charles Dodgson l’était dans la réalité. Elle fait tout à rebours ou à contretemps de ce qui est convenable sur un plan social. Elle est toujours trop grande ou trop petite, et elle a conscience de son inadaptation. La reine blanche l’accuse carrément de vivre à l’envers, et lui conseille d’apprendre à croire à l’impossible. Mais, au contraire de Charles Dodgson qui subissait la réalité, Alice ose se rebeller contre celui de l’anormalité. Elle est hardie et sereine, la projection idéalisée de son auteur.

Selon une lecture psychanalytique, inspirée par l'Hommage rendu à Lewis Carroll de Jacques Lacan, 

« Alice est une figure profondément contradictoire. Elle donne corps à un idéal fondé sur le désir d'abolir le désir, tandis qu'elle est aussi une incarnation du sujet désirant. Son caractère hybride et ses désirs antinomiques contribuent à indiquer comment le sujet se corrèle à l'impossible. Les contradictions d'Alice ajoutent à celles du texte, entre joie et malaise, entre la défense qu'il opère des thèses conservatrices de l'auteur et son acharnement à en ruiner les fondements, entre une pratique de l'écriture qui vise à la scientificité et le dévoilement du réel ainsi que du sujet de l'inconscient auquel elle procède. »

Beaucoup des animaux de l'histoire représentent des personnes réelles, ainsi :
- Dinah est le nom de la chatte d'Alice Liddell et de l'Alice de Carroll ;
- le Canard évoque un ami de l'auteur, le révérend Duckworth (duck signifie canard en anglais) ;
- le Dodo (ou le Dronte) évoque l'auteur lui-même (à cause de son bégaiement, quand il se présentait, il disait : « Do-Do-Dodgson ») ;
- le Lori (petit perroquet malais) évoque Lorina Liddell, sœur d'Alice ;
- l'Aiglon évoque l'autre sœur, Edith.

#### De l’autre côté du miroir et ce qu’Alice y trouva
Cette suite d'Alice conte les aventures d’une petite fille qui a réussi à traverser un miroir. Cet objet mystérieux qu’est le miroir a toujours été lié à la magie et joue un rôle assez inquiétant dans les contes. C’est l’image d’une parfaite justesse afin de figurer la ligne de démarcation entre les mondes extérieur et intérieur.
Tout comme Alice au pays des merveilles, De l'autre côté du miroir est, sinon un pur récit de rêve, du moins une histoire fantastique dont l’atmosphère est intensément onirique. D’autres avant lui avaient confondu dans leurs œuvres l’imaginaire et le réel, mais Lewis Carroll a le mérite d’avoir créé un mélange original d’onirisme et de logique.
« Il a ouvert la voie à un genre littéraire absolument nouveau, dans lequel les faits psychologiques sont traités comme des faits objectifs… Le non-existant, les animaux qui parlent, les êtres humains dans des situations impossibles, tout est considéré comme admis et le rêve n’est pas troublé », dit Florence Becker Lennon.
Le volume, paru en 1871, rencontre lui aussi un immense succès. Les compliments eussent suffi à tourner une tête moins solide. Toutefois, Lewis Carroll écrit à un correspondant : « Je ne lis jamais rien sur moi-même, ni sur mes livres. »
Il serait peut-être excessif de parler d’influence entre Lewis Carroll et les représentants de tel ou tel mouvement littéraire contemporain. Mais il n’est pas impossible qu’Alfred Jarry ait pensé à Humpty Dumpty lorsqu’il imagina son Ubu. Constamment employé à des fins poétiques, le calembour peut également avoir joué un rôle primordial dans l’élaboration de l’œuvre de Raymond Roussel.
L’invention carrollienne des « mots-valises » est exploitée à outrance par James Joyce dans Ulysse ou Finnegans Wake. Ce dernier complique quelque peu le jeu en empruntant ses vocables à différentes langues.
Le nonsense a également été l’un des ressorts de la poésie dadaïste et surréaliste, par exemple du Grand Jeu de Benjamin Péret.
Dans Philosophy of Nonsense, Jean-Jacques Lecercle montre que le nonsense est un genre fondamentalement paradoxal qui soutient la règle et la subvertit en même temps. Alice et La Chasse au Snark peuvent difficilement être tenues pour des fantaisies récréatives et édifiantes à l'usage des enfants. « Leur pouvoir de subversion [écrit Sophie Marret] est inscrit dans le titre même des premières aventures d'Alice. Les différents sens du terme "wonder" que l'on rencontre dans le titre original Alice's Adventures in Wonderland, nous incite d'emblée à une lecture prudente. Le verbe signifie à la fois s'émerveiller, s'étonner de quelque chose et se poser des questions. » Le merveilleux de Carroll est source de doutes ; c'est un univers dérangeant qui porte à s'interroger, notamment sur le langage et les valeurs morales.

#### La Chasse au Snark
En 1876 paraît La Chasse au Snark qui est l’une des meilleures réussites en vers de Lewis Carroll et l’une de ses œuvres capitales. Les lecteurs voulurent y voir une allégorie, certains de la popularité et d’autres du bonheur, mais il soutint toujours n’avoir voulu y donner aucun sens particulier : « Quant à la signification du Snark, j’ai bien peur de n’avoir voulu dire que des inepties ! », écrivait-il à un ami américain. « Toutefois, voyez-vous, les mots ne signifient pas seulement ce que nous avons l’intention d’exprimer quand nous les employons… Ainsi, toute signification satisfaisante que l’on peut trouver dans mon livre, je l’accepte avec joie comme étant la signification de celui-ci. La meilleure que l’on m’ait donnée est due à une dame… qui affirme que le poème est une allégorie représentant la recherche du bonheur. Je pense que cela tient admirablement à bien des égards — en particulier pour ce qui concerne les cabines de bains : quand les gens sont las de la vie et ne peuvent trouver le bonheur ni dans les villes ni dans les livres, alors ils se ruent vers les plages, afin de voir ce que les cabines de bains pourront faire pour eux. »
Lewis Carroll déclara avoir composé La Chasse au Snark en commençant par le dernier vers qui lui vint à l’esprit lors d’une promenade et en remontant vers le début du poème qui se constitua pièce par pièce au cours des deux années suivantes.
Un thème qui frappe, c’est celui de l’oubli, de la perte du nom et de l’identité. Le personnage du boulanger a oublié sur la grève quarante-deux malles, marquées à son nom, qu’il a également oublié. Lorsqu’il se met à raconter sa triste histoire, l’impatience du capitaine, qui craint une trop longue confidence, l’incite à sauter quarante ans. Ces chiffres évoquent l’âge de Charles Dodgson à cette période.
En dépit du souffle de fantaisie désopilante qui le parcourt d’un bout à l’autre, La Chasse au Snark n’est pas un poème gai. La quête qu’il relate, en fin de compte, tourne mal. L’anéantissement du boulanger, à l’instant de sa rencontre avec le terrible Boujeum, invisible aux autres personnages, laisse une impression de malaise. Rapprochant le poème des premières comédies de Charlie Chaplin, on y voit « une tragédie de la frustration et de l’échec ».
Il y a incontestablement une part de satire sociale dans l’absurde procès du Rêve de l’avocat qui ressemble beaucoup à une parodie de procès réel.

#### Sylvie et Bruno
Dans la préface de Sylvie et Bruno, publié en 1889, chef-d’œuvre qui témoigne d’une technique entièrement renouvelée par rapport à Alice, Lewis Carroll proclame son désir d’ouvrir une nouvelle voie littéraire.
L’audace est grande, pour l’époque, de la construction de deux intrigues, le rêve constamment accolé à la réalité. L’objectif essentiel du narrateur est de franchir le mur de la réalité pour atteindre le royaume du rêve : il voit l’un des personnages de son rêve pénétrer dans la vie réelle. Lewis Carroll crée l’effet de duplication de ses personnages.
L’intérêt réside également dans la juxtaposition des deux intrigues. L’originalité de Lewis Carroll ne consiste pas à unifier rêve et réalité mais à reconstituer une unité à partir de la multiplicité initiale.
Dans sa préface, ce qu’il nous dit de la construction de son livre : un noyau qui grossit peu à peu, une énorme masse de « litiérature » (litter, ordure) fort peu maniable, un agrégat d’écrits fragmentaires dont rien ne dit qu’ils formeront jamais un tout. Le roman n’est plus cette totalité harmonieuse où s’exprime le souffle de l’inspiration. Le fini romanesque est démystifié d’une façon ironique et pour tout dire sacrilège pour l’époque victorienne.
Ce texte est sa dernière création.

### Travail mathématique

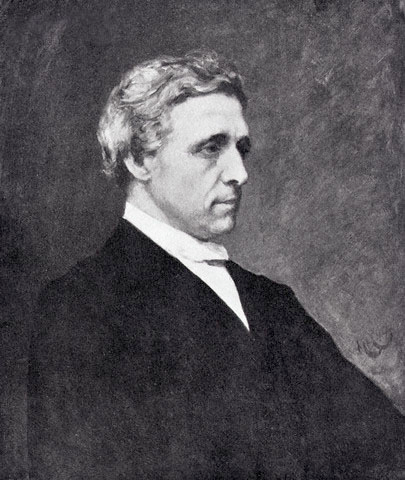
Un portrait posthume de Lewis Carroll par Hubert von Herkomer, à partir de photographies.

En mathématiques, Dodgson a principalement travaillé dans les domaines de la géométrie, l'algèbre linéaire, l'algèbre matricielle, la logique mathématique, et les mathématiques récréatives, produisant près d'une douzaine de livres sous son vrai nom. Il a également développé de nouvelles idées en algèbre linéaire (par exemple, la première preuve publiée du théorème de Rouché-Fontené),, en probabilité, et en étude des élections (par exemple, la méthode de Dodgson (en)) et des comités ; certains de ces travaux n'ont pas été publiés jusqu'à bien après sa mort.
Son poste de professeur de mathématiques à Christ Church lui a donné une certaine sécurité financière.
Son travail mathématique a trouvé un regain d'intérêt à la fin du XXe siècle. Le livre de Martin Gardner sur les machines et diagrammes logiques et la publication posthume de William Warren Bartley de la seconde partie du livre portant sur la logique symbolique de Dodgson ont déclenché une réévaluation de ses contributions à la logique symbolique,,. Les études de Robbins et Rumsey de la condensation de Dodgson, une méthode d'évaluation des déterminants, les a conduits à la conjecture des matrices à signes alternants, démontrée depuis.
La découverte dans les années 1990 des chiffrements supplémentaires que Dodgson avait construits, en plus de son « Memoria Technica », a montré qu'il avait employé des idées mathématiques sophistiquées dans leur création.

### La vie à Oxford
Le lecteur d’Alice ignore presque tout du comportement de Charles Dodgson dans sa vie quotidienne de citoyen d’Oxford. Celui-ci consacre, entre 1865 et 1896, une douzaine d’écrits touchant à des problèmes ayant agité la vie locale. Ils apportent de savoureuses informations sur la pensée de Charles Dodgson.
The New Method of Evaluation Applied to Pi (1865) est une critique sarcastique de l’augmentation de salaire accordée à un professeur de grec coupable, aux yeux du conservateur Dodgson, de politiser ses cours dans un sens libéral.
Son conformisme s’exprime également dans Des étudiantes résidentes (1896), farouche réticence au projet de réforme permettant de délivrer des diplômes universitaires aux femmes sans venir résider à l’université, ce qui bouleverse ses habitudes.
D’une plume trempée dans un humour féroce, il ridiculise de même par l’absurde les projets de transformations architecturales en cours au Christ Church College. Il adresse ainsi au doyen Liddell, père d’Alice, un pamphlet anonyme Le Beffroi de Christ Church (1872), démolition minutieuse, sur papier, du monument.
L’ironie, le sarcasme, le paradoxe se déchaînent dans sept écrits anonymes. L’auteur s’y livre à un véritable bizutage de l’établissement oxfordien s’en prenant à son modernisme et son suivisme des idées à la mode.
Rien n'y laisse deviner Lewis Carroll, l’enchanteur. Lui-même ne se dévoile pas, ne faisant jamais allusion à son œuvre en public. Il finit même, dans ses dernières années, par renvoyer avec la mention « inconnu » les lettres qu’on lui adressait au nom de Lewis Carroll.
Les succès remportés au dehors d’Oxford n’ont donc aucune chance d’améliorer la maigre estime accordée au mathématicien. La littérature pour enfants, à laquelle ne pouvait échapper Alice, est à l'époque un genre mineur, vaguement frivole. S’illustrer dans ce genre revient pour Charles Dodgson à marquer un peu plus sa marginalité. Le regard d’une société victorienne impose dès lors le non-dit sur la dualité Dodgson-Carroll.

Ce pays des merveilles sur lequel il règne en maître dans sa vie rêvée, tout lui en interdit le seuil dans sa vie vécue. Peut-être se répète-t-il les paroles d’espoir échangées par Alice et le chat du Cheshire : 

« — Je ne me soucie pas trop du lieu… pourvu que j’arrive quelque part.

— Vous pouvez être certaine d’y arriver pourvu seulement que vous marchiez assez longtemps. »

### Dernières années

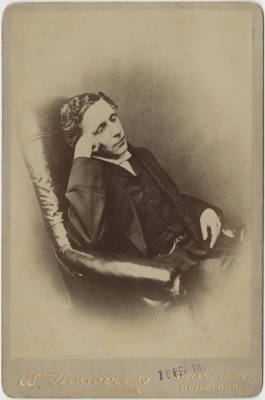
Autoportrait de Lewis Carroll, 1895.

L'existence de Dodgson n'a que peu varié au cours des vingt dernières années de sa vie, malgré sa richesse et sa renommée croissantes. Il a continué à enseigner à Christ Church jusqu'en 1881, et y a résidé jusqu'à sa mort. Les deux volumes de son dernier roman Sylvie et Bruno ont été publiés en 1889 et 1893, mais la complexité de cette œuvre n'a pas été comprise par ses contemporains ; elle n'a pas eu de succès comme les aventures d'Alice, avec des ventes s'élevant seulement à 13 000 exemplaires,.

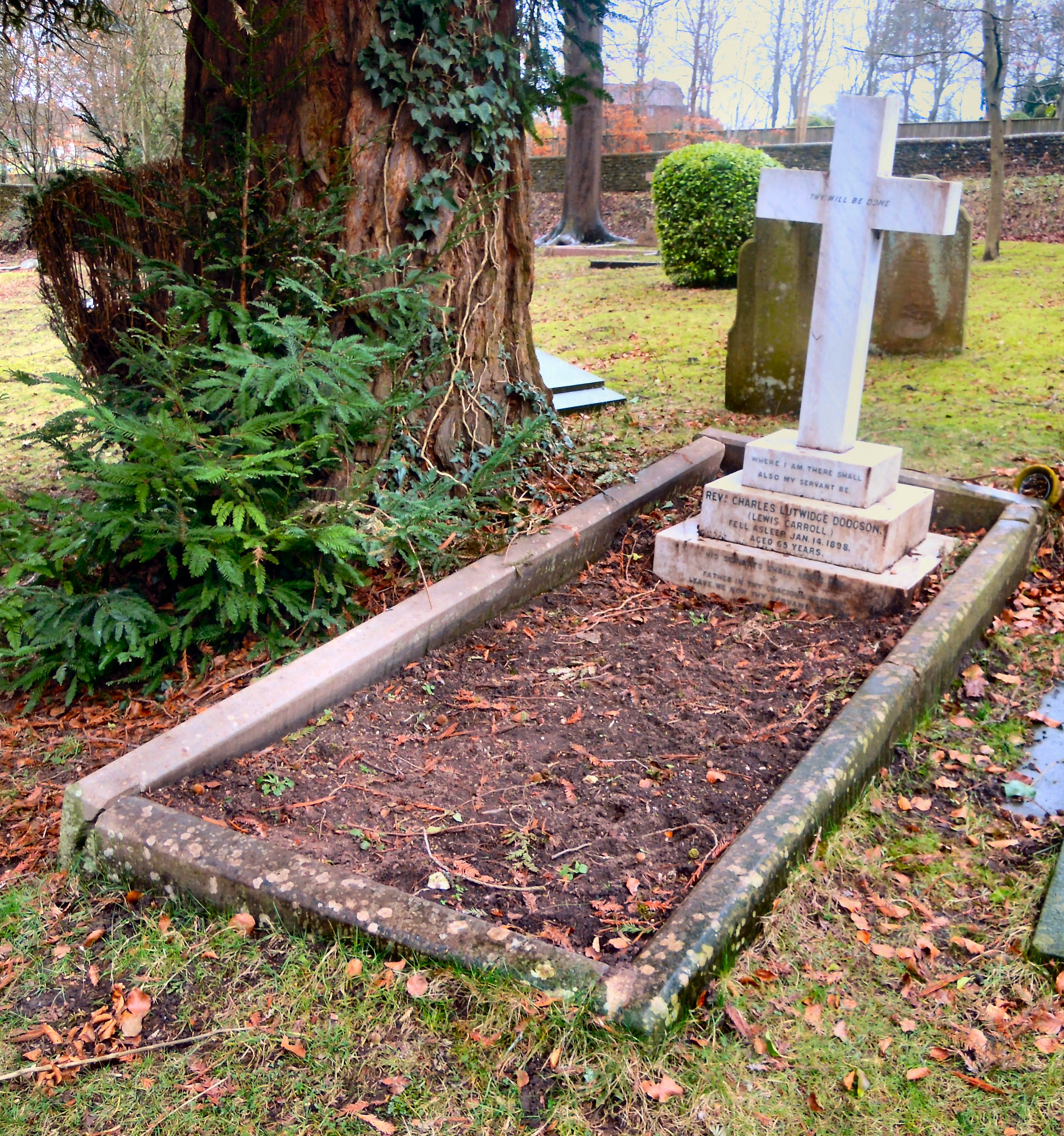
La tombe de Lewis Carroll au Mount Cemetery.

Son seul séjour connu à l'étranger a été un voyage en Russie en 1867 comme ecclésiastique, en collaboration avec le révérend Henry Liddon. Il raconte ce voyage dans son Russian Journal, qui a été publié en 1935. Sur son chemin et pendant son retour de Russie, il passe par différentes villes de Belgique, d'Allemagne, de Pologne et de France.

#### Mort
Il meurt d'une pneumonie à la suite d'une grippe le 14 janvier 1898 dans la maison de ses sœurs, The Chestnuts, à Guildford. Il était à deux semaines d'avoir 66 ans. Il est enterré à Guildford au Mount Cemetery (en),.

## Caractère et apparence

### Santé

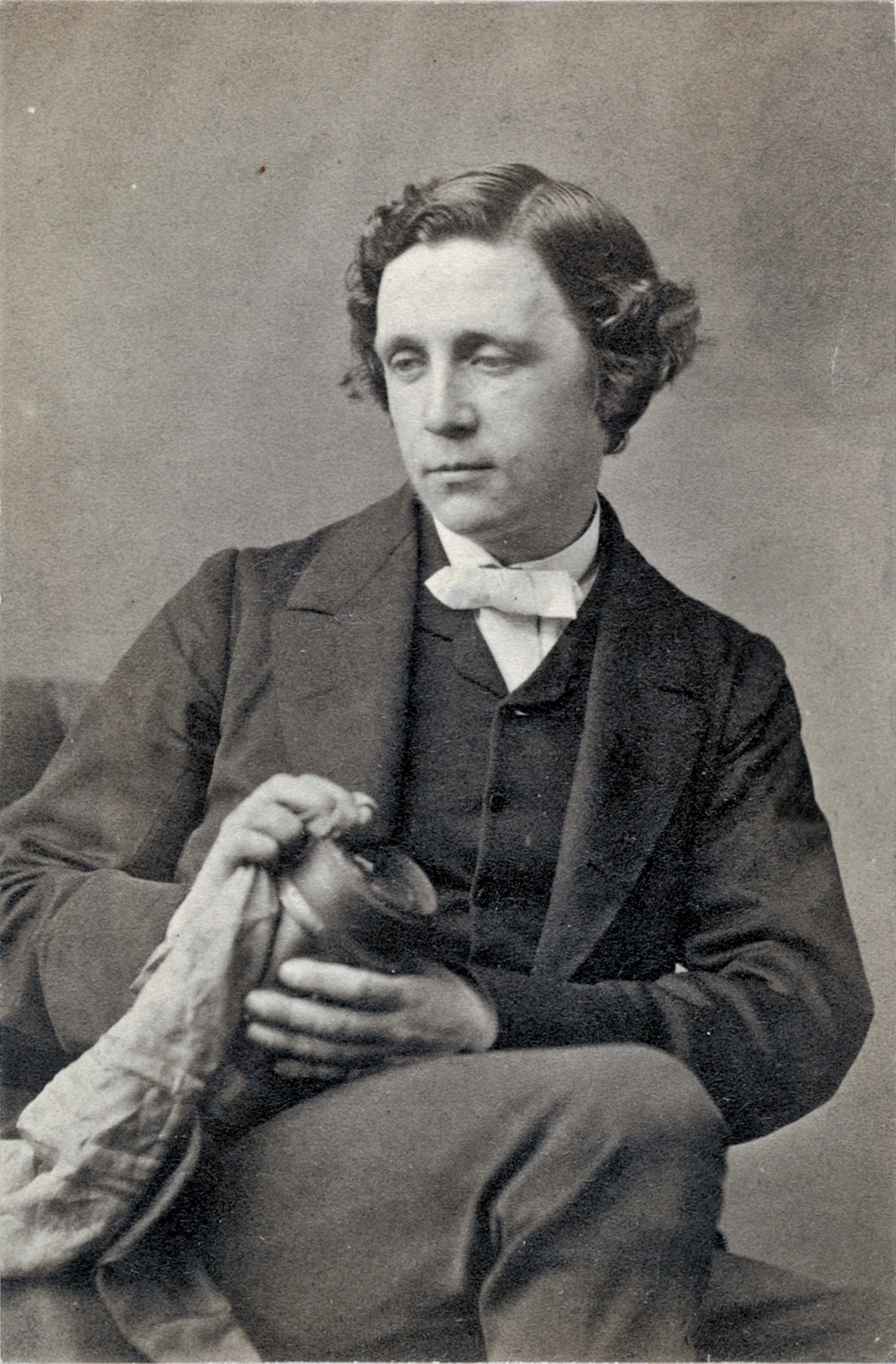
Photographie de 1863 prise par.

Le jeune adulte Charles Dodgson est mince et mesure environ 1,83 m. iI a des cheveux bruns bouclés et des yeux bleu-gris. Il est plus tard décrit comme un peu asymétrique. Alors qu'il est encore enfant, Charles Dodgson souffre d'une fièvre qui le laisse sourd d'une oreille. À l'âge de 17 ans, il subit une grave crise de la coqueluche, probablement responsable de sa faiblesse chronique à la poitrine durant sa vie. Un autre défaut qu'il porte à l'âge adulte est ce qu'il a appelé son « hésitation », un bégaiement qu'il a acquis dès sa petite enfance et qui le tourmente tout au long de sa vie. Le bégaiement a toujours été une partie importante de l'image de Dodgson. Il est dit qu'il balbutiait seulement en compagnie d'adultes, mais parlait librement et avec facilité avec les enfants. Dodgson lui-même semble avoir été beaucoup plus conscient de ce problème que la plupart des gens qu'il rencontre ; il est dit qu'il s'est lui-même caricaturé à travers le personnage de Dodo présent dans Les Aventures d'Alice au pays des merveilles, se référant à sa difficulté à prononcer son nom de famille, mais cela est l'un des nombreux « faits » souvent répétés pour lesquels aucune preuve n'existe.
Le bégaiement de Dodgson le gênait, mais n'a jamais été handicapant au point de l'empêcher d'utiliser ses autres qualités personnelles pour bien s'intégrer dans la société. Il vit à une époque où le chant et la récitation sont des compétences sociales nécessaires, et il est parfaitement qualifié pour être un artiste attachant. Il aurait pu chanter et n'a pas peur de le faire en public. Il est également réputé assez bon aux charades.

### Liens sociaux
Dans l'intervalle entre ses premières publications et le succès des livres d'Alice, Dodgson s'est déplacé dans le cercle social préraphaélite. Il rencontre tout d'abord John Ruskin en 1857 et devient ami avec celui-ci. Il développe ensuite une relation étroite avec Dante Gabriel Rossetti et sa famille, et fréquente également William Holman Hunt, John Everett Millais et Arthur Hughes, parmi d'autres artistes. Il connait bien l'auteur de conte de fées George MacDonald — c'est l'accueil enthousiaste d'Alice par les enfants de MacDonald qui l'ont convaincu de publier ses travaux,.

### Politique, religion et philosophie
Dodgson est considéré comme politiquement, religieusement, et personnellement conservateur. Martin Gardner désigne Dodgson comme un Tory. Le révérend W. Tuckwell, dans Reminiscences of Oxford (1900), le considère comme « austère, timide, précis, absorbé dans la rêverie mathématique, vigilant à sa dignité, conservateur en théorie théologique politique, et sociale, sa vie est tracée comme le paysage d'Alice ». Dans The Life and Letters of Lewis Carroll, l'éditeur déclare que « son Journal est plein de dépréciations modestes envers lui-même et son travail, entrecoupées de prières ferventes (trop sacrées et privées pour être reproduites ici) que Dieu lui pardonne le passé et l'aide à accomplir sa sainte volonté à l'avenir ». Quand un ami l'interrogé sur ses opinions religieuses, Dodgson écrit en réponse qu'il est membre de l'Église d'Angleterre.
Dodgson exprime également de l'intérêt dans d'autres domaines. Il fut un des premiers membres de la Society for Psychical Research et une de ses lettres suggère qu'il croit à ce qui est alors appelé « lecture de pensée ». Dodgson a ainsi écrit quelques études sur divers arguments philosophiques. En 1895, il développe un argument philosophique sur le raisonnement déductif dans son article « What the Tortoise Said to Achilles », publié dans l'un des premiers volumes de Mind. L'article a été réimprimé dans la même revue une centaine d'années plus tard, en 1995, avec un article ultérieur par Simon Blackburn intitulé « Practical Tortoise Raising ».

## Œuvres
Tri par date de publication, ou de rédaction dans le cas de publication posthume.

### Œuvres littéraires
- Le Magazine du presbytère (The Rectory Magazine, sous le nom de Charles Lutwidge Dodgson, 1850). Paris, Henri Veyrier, coll. « Domaines », 1978.
- Poésie instructive et utile (Useful and Instructive Poetry) (1945)
- La Guida di Bragia, a Ballad Opera for the Marionette Theatre (aux environs de 1850)
- Le Parapluie du presbytère (The Rectory Umbrella) (1850-1853)
- Micmac (Mischmasch) (1855-1862)
- The Train (revue littéraire) - contributions (1856-1857)
- Les Aventures d'Alice au pays des merveilles (Alice's Adventures in Wonderland) (1865)
- Voyage en Russie (Russian Journal) avec le docteur Lindon, publié à titre privé en 1928 puis en 1935 (1867)
- Phantasmagoria et poèmes divers (1869)
- De l'autre côté du miroir (Through the Looking-Glass, and What Alice Found There) (1872)
- Le Nouveau Clocher (The New Belfry Of Christ Church)
- The Vision of the Three T's (1873)
- La Chasse au Snark (The Hunting of the Snark) (1876)
- Rime ou Raison ou Sans rime ni raison (Rhyme? and Reason?) (1883)
- Une histoire embrouillée (A Tangled Tale) (1885)
- Les Aventures d’Alice sous terre (Alice's Adventures Under Ground) (publiées en 1886)
- Isa visite Oxford (Isa's visit to Oxford) (1888)
- Alice racontée aux petits enfants  (The Nursery Alice) (1889)
- Sylvie et Bruno (Sylvie and Bruno) (1889)
- Sylvie and Bruno Conclude (1893)
- Bruno's Revenge (1867, publié en 1924)
- Pillow Problems (1893)
- What the Tortoise Said to Achilles (1895)
- Three Sunsets and Other Poems (1898)

### Travaux mathématiques
- Éléments de géométrie plane algébrique (A Syllabus of Plane Algebraic Geometry) (1860)
- Notes on the First Two Books of Euclid, Designed for Candidates for Responsions(1860)
- Condensation of Determinants, Being a New and Brief Method for Computing their Arithmetic Values (1866)
- Le cinquième livre d'Euclide prouvé par l'algèbre(The Fifth Book of Euclid Treated Algebraically) (1858 et 1868)
- Traité Élémentaire des Déterminants (An Elementary Treatise on Determinants with their Application to Simultaneous Linear Equations and Algebraic Geometry) (1867)
- The Fifth Book of Euclid Treated Algebraically, so far as it Relates to Commensurable Magnitudes. (1868)
- The Enunciations of Euclid I-VI, Together with Questions on the Definitions, Postulates, Axioms, &c. (1873)
- Euclide et ses rivaux modernes (Euclid and His Modern Rivals) (1879)
- The Alphabet Cipher (en) (1868)
- Euclid, Books I, II (1882)
- Supplément à Euclide et ses rivaux modernes (Supplement to Euclid and His Modern Rivals) (1885)
- Jeu de la Logique (The Game of Logic) (1887)
- Curiosa Mathematica I (1888)
- Curiosa Mathematica II (1892)
- Symbolic Logic Part I
- Symbolic Logic Part II (publié à titre posthume)
- The Theory of Committees and Elections, édité, analysé et publié en 1958, par Duncan Black

### Autres travaux
- Some Popular Fallacies about Vivisection[45]
- Eight or Nine Wise Words about Letter-Writing (en)
- Notes by an Oxford Chiel[46]
- Les journaux de Lewis Carroll (The Private Journals of Charles Lutwidge Dodgson)[47] (édité par Edward Wakeling, publié en anglais uniquement en 1993)

### Correspondance
Dodgson a écrit et reçu plus de 98 721 lettres, selon un registre spécial de lettres qu'il a conçu. Il a documenté ses conseils sur la façon d'écrire des lettres plus satisfaisantes dans une missive intitulée « Eight or Nine Wise Words about Letter-Writing (en) ».

### Éditions françaises
- Œuvres, éditions Robert Laffont, coll. « Bouquins », 1989, deux volumes (ISBN 978-2-221-90033-8) Édition établie et annotée par Francis Lacassin, traduction de l’anglais par Henri Parisot, Bruno Roy, Simone Lamblin, Jeanne Bouniort, Jocelyne de Pass, Philippe Blanchard, Fanny Deleuze, André Bay, Jeanne Bouniort, Simone Lamblin, Jean Belmas, Jean Gattégno, Ernest Coumet, J.J. Bisson et Alain Gheerbrant. 16 pages d'illustration dans chaque tome.
- Lewis Carroll, œuvres, éd. Gallimard, coll. « La Pléiade », 1990 Édition publiée sous la direction de Jean Gattégno avec la collaboration de Véronique Béghain, Alexandre Révérend et Jean-Pierre Richard. Traduction de l'anglais par Philippe Blanchard, Fanny Deleuze, Jean Gattégno, Henri Parisot, Alexandre Révérend et Jean-Pierre Richard. Avec les illustrations originales de chaque œuvre.
- Tout Alice, trad. de Henri Parisot, préface de Jean-Jacques Mayoux, éd. Flammarion, coll. « GF », 1979
- Une histoire embrouillée, trad. de Jean Belmas, ill. de Jean-Michel Folon, Bélibaste éditeur, Paris, 1974
- Logique sans peine (trad. Jean Gattégno et Ernest Coumet, ill. Max Ernst), Paris, Hermann, 1966, 268 p. (ISBN 2-7056-5544-1)
- Le Magazine du presbytère (The Rectory magazine, sous le nom de Charles Lutwidge Dodgson, 1850), traduit et présenté (préface) par Jeanne Bouniot ; postface : « Lewis Carroll précurseur de l’OU.LI.PO » : entretien de François Le Lionnais avec François Rivière ; Paris, Henri Veyrier, coll. « Domaines », 1978, 161 p.  (ISBN 2-85199-182-5)
- La Chasse au Snark, traduction, introduction et notes de Normand Baillargeon, ill. de Charlotte Lambert, Éd. Lux, Montréal, 2006
- Alice au Pays des Merveilles et De l'autre côté du Miroir, ill. de Pat Andrea, éditions Diane de Selliers, 2006
- Lettres inédites à Mabel Amy Burton, recueillies par Pierre E. Richard, éditions Michel de Maule 2008
- Un thé chez les fous, traduction, préface, postface, édition bilingue, ill. de Serge Chamchinov, coll. « Le plus petit musée du livre », 2010

## Adaptations

### Théâtre
Dans l'anglaise, des pièces de théâtre que sont adaptés des livres a commencé en 1880, quand Dodgson a donné la permission a Mrs K. Freiligrath-Kroeker de publier deux pièces de théâtre. Dodgson aussi a travaillé avec Henry Saville Clarke en 1886 de crée un operetta, Alice: a dream play for Children in Two Acts.
Un nombre incalculable de pièces de théâtre, de comédies musicales et d'adaptations d'opéras ont suivi au cours des siècles suivants. Parfois destinées aux enfants (comme la pièce de 2011 du Little Angel Theatre), parfois aux adolescents (comme la comédie musicale Wonder.land de 2016 de Moira Buffini et Damon Albarn) et parfois juste pour les adultes (comme l'adaptation en langue allemande de MS Schrittmancher).

### Pièces notables en anglais
Le ballet de 2011 de Christopher Wheeldon et du Royal Ballet britannique, adaptant le premier roman, qui a été accueilli dans de nombreux pays tels que l'Allemagne, l'Australie et le Danemark. Dans ce ballet, Alice, une adolescente victorienne, bascule dans le pays des merveilles après que sa mère a rejeté son nouvel amour pour le jardinier Jack, et que Charles Dodgson, l'ami de la famille, est soudain devenu le lapin blanc. Le rêve d'Alice reflète la nature de ses sentiments à l'égard des invités de la fête, qui sont souvent grotesquement transformés en les personnages au pays des merveilles, et sa colère contre sa mère, qui est représentée comme la Reine de cœur. Les danseurs principaux ont inclus Edward Watson comme Lewis Carroll/Lapin Blanc, Sergueï Polounine comme Jack/Le Valet de Cœur (remplacé plus tard par Federico Bonelli) Steven Mcreae comme le Chapelier, et Zenaida Yanowsky comme mère/la Reine de cœur. Le ballet a été filmé plusieurs fois dans différents pays avec des distributions variées. Les castings britanniques de 2011 et 2017 sont disponibles sur DVD.
La comédie musicale non conventionnelle d'Elizabeth Swados de 1980 (et diffusée à la télévision américaine en 1982) Alice in Concert/Alice at the Palace, avec Meryl Streep dans le rôle d'Alice.
La mise en scène moderne de Laura Wade en 2010, initialement présentée au Lyceum Theatre de Sheffield, dans laquelle Alice est une adolescente en deuil qui rêve du pays des merveilles pour échapper à l'enterrement de son frère,. Cette production est populaire dans les théâtres communautaires britanniques.
L'adaptation théâtrale la plus fidèle aux romans peut être considérée comme celle d'Adrian Mitchell, présentée pour la première fois à la Royal Shakespeare Company en Angleterre en 2001,,. Bien qu'il ne soit actuellement disponible qu'en anglais, le scénario conserve presque toutes les scènes de chaque livre, y compris le fait que le pays des merveilles et le pays du miroir sont deux rêves distincts. Charles Dodgson, les sœurs Liddell et Duckworth apparaissent dans le prologue et l'épilogue, transmettant une version de « l'après-midi doré » du 4 juillet 1862.

### Productions notables en langue française
Jean-Louis Sarthou a écrit et mis en scène une pièce, intitulée Les Éclats du miroir, à partir d'extraits d'Alice, de De l'autre côté du miroir, de Sylvie et Bruno, de La logique sans peine et de quelques autres textes. Elle a été jouée en 1974 au studio d'Ivry et a tourné en Île-de-France. Dany Tayarda y interprétait Alice, et était accompagnée de Michel Brothier et de Marie Hermès. Les décors étaient d'Édouard Berreur.
En 2010, la Cie genevoise Zanco a réalisé un spectacle itinérant À travers le miroir à Carouge.
En 2016, Emmanuel Demarcy-Mota et Fabrice Melquiot ont créé une pièce intitulée Alice et autres merveilles. Elle a été suivie par Alice traverse le Miroir en 2021. Les deux pièces ont été jouées au Théâtre de la Ville à Paris et ont été retransmises par Culturebox.

### Musique
La compositrice Michèle Reverdy a écrit une pièce de théâtre musical sur des extraits de Through the looking glass et une mélodie pour voix et piano dans le cycle De l'ironie… contre l'absurdité du monde.

### Cinéma
Les adaptations des livres d'Alice ont une longue histoire, qui commence avec Alice in Wonderland en 1903. Les adaptations sont variées, allant de la version pour enfants à la version pour adultes,. Les sous-genres identifiables au sein des adaptations sont :
- les versions qui traduisent fidèlement les livres (par exemple la mini-série télévisée de la BBC avec Kate Dorning dans le rôle d'Alice[66], ou l'adaptation du deuxième roman par Channel 4 en 1998),
- les versions surréalistes (le film de Jan Švankmajer en 1988, le téléfilm de Jonathan Miller en 1966),
- les versions qui utilisent les livres à des fins de satire politique ou sociale (comme Eduardo Pla pour critiquer l'Argentine en 1976[67]) ou de critique du capitalisme et du travail[68] (comme MS Schrittmancher en 2012[69]).

La société Walt Disney et Walt Disney lui-même ont longtemps eu une franchise autour des livres, en commençant par une adaptation animée de parties des deux livres, en 1951. Deux films en prise de vues réelles, basés sur les personnages des livres (mais qui ne sont pas des adaptations de l'œuvre de Carroll), ont suivi, réalisés par Tim Burton et James Bobin respectivement en 2010 et 2016.

### Jeu vidéo
La toute première adaptation d'Alice au pays des merveilles en jeu vidéo date de 1985 et est développé par Daniel Querol Bures sur ZX Spectrum et publié par DaniSoft. Ce premier jeu est un jeu textuel uniquement en espagnol.
La même année sort sur Commodore 64 et Apple II une autre adaptation développé par Windham Classics. De cette même adaptation sort une amélioration graphique en 1992 développée par Spinnaker Software sur CD-i.
En 2001, Le studio de développement de jeux vidéo Lexis Numérique développe une adaptation d'Alice au pays des merveilles sur PC et Mac.
Entre-temps et depuis, American McGee a travaillé sur une trilogie, American McGee's Alice, sorti en 2000, suivi de Alice Madness Returns sorti en 2011 ; un troisième opus était prévu, cependant, EA (éditeur des jeux et propriétaire de la licence) décide en 2023 de refuser les projets de suite qu'American McGee a proposé (un bible de plus de 400 pages). Le développeur annonce alors se retirer du marché du jeu vidéo et que, si jamais une suite voit le jour, il ne sera pas au générique.
En 2022, David Hayter, connu pour être la voix de Solid Snake dans la saga Metal Gear Solid ainsi que l'un des scénaristes de Watchmen, annonce qu'il travaille sur le scénario d'une série adaptée de la version d'Alice par American McGee.

## Détournement
| Autoportrait ou portrait de Charles Lutwidge Dodgson par Reginald Southey, 1857 (National Portrait Gallery, London) · Open your mouth, and shut your eyes (Edith Mary Liddell, Ina Liddell et Alice Liddell), 1860 (National Portrait Gallery, London) |

En 2005, un jeune étudiant en école d'art compose un photomontage, présentant Lewis Carroll et Alice Liddell s'embrassant, à partir de deux images de l'époque de Carroll. L'image devenue virale au fil des ans, telle une légende urbaine, est reprise sur de nombreux sites sans indiquer le détournement, bien que quelques-uns identifiaient le « fake ».
Certains spécialistes de littérature ont cependant présenté ce faux comme authentique, afin d'illustrer leurs soupçons quant à la relation entre Dodgson et Alice.